# Кирюшино (Варнавинский район)
Кирю́шино — деревня в составе Михаленинского сельсовета Варнавинского района Нижегородской области.
Располагается на правом берегу реки Ветлуги.
По данным на 1999 год, численность населения составляла 33 чел.